# Telegraph Point
Telegraph Point – miasto w Australii, w stanie Nowa Południowa Walia.